# Lukas Ammann
Lukas Ammann (ur. 29 września 1912 w Bazylei, zm. 3 maja 2017 w Monachium) – szwajcarski aktor filmowy i telewizyjny.

## Życiorys
Zagrał w wielu filmach i w kilku serialach takich jak: Wachmistrz Studer, Menschen, die vorüberziehen, Bel Ami, Nocą, kiedy przychodzi diabeł, Ich war ihm hörig, Der Schatz vom Toplitzsee, Nachruf auf Egon Müller, Der Kongreß amüsiert sich, Dni gniewu, Olympia – Olympia, Zwischen den Flügen, Klassäzämekunft, Dorothée, danseuse de corde, Verliebt, verlobt, verheiratet, Żyrafa, Herr Goldstein. Zmarł 3 maja 2017 w wieku 104 lat.

## Filmografia

### Filmy
- 1939: Wachmistrz Studer[1][2]
- 1942: Menschen, die vorüberziehen jako Blacky[1][2]
- 1957: Nocą, kiedy przychodzi diabeł jako Pflichtverteidiger von Keun[1][2]
- 1959: Der Schatz vom Toplitzsee jako porucznik[1][2]
- 1963: Ferien vom Ich[1][2]
- 1967: Dni gniewu jako sędzia Cutchell[1][2]
- 1970: Dällebach Kari jako Basler Nationalrat[1][2]
- 1988: Klassäzämekunft jako Fritz Erne[1][2]
- 1990: Der Achte Tag jako profesor Wagner[1][2]
- 1998: Żyrafa jako Max Weiss[1][2]
- 2005: Herr Goldstein jako Abi Goldstein[1][2]

### Seriale
- 1959: Akt mit Geige jako Sebastian[1][2]
- 1965: Nachruf auf Egon Müller[1][2]
- 1965: Caesar und Cleopatra jako Britannus[1][2]
- 1966: Der Kongreß amüsiert sich jako Friedrich von Gentz[1][2]
- 1967: Der Auswanderer jako kolejny emigrant[1][2]
- 1967: Graf Yoster gibt sich die Ehre jako książę Yoster[1][2]
- 1968: Gold für Montevasall jako minister[1][2]
- 1971: Olympia – Olympia jako legionista[1][2]
- 1973: Zwischen den Flügen[1][2]
- 1981: Der Lebende Leichnam jako Fürst Abreskow[1][2]
- 1983: Dorothée, danseuse de corde jako Le baron[1][2]
- 1989: Le Chinois jako Van Linden[1][2]
- 1994: Verliebt, verlobt, verheiratet jako Giorgio Sander[1][2]